# Nicola Scano
Nicola Scano (Cagliari, 15 dicembre 1960) è un giornalista e politico italiano, presidente della Provincia di Cagliari dal 1995 al 2000.

## Biografia

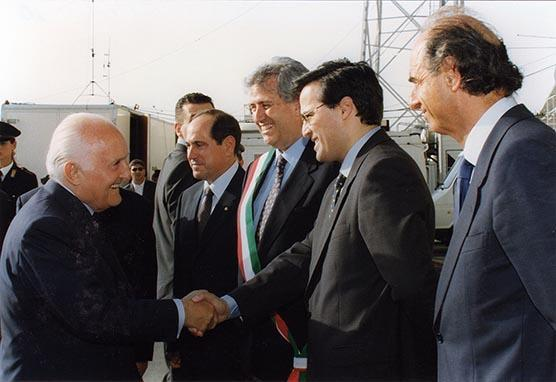
Scano (secondo da destra) nel luglio 1997, allora presidente della provincia di Cagliari, accoglie il presidente della Repubblica italiana Oscar Luigi Scalfaro assieme al sindaco di Cagliari Mariano Delogu e il presidente del CONI Mario Pescante alla cerimonia d'apertura dei XXIX Giochi della Gioventù allo Stadio Sant'Elia di Cagliari.

Giornalista, è cronista televisivo di Videolina. Alle Elezioni provinciali del 1995 viene candidato presidente della Provincia di Cagliari da una coalizione di centro-sinistra: al primo turno ottiene il 45,5% dei voti, poi vince il ballottaggio con il 57,8%. 
Alle Elezioni provinciali del 2000 viene candidato, ottenendo il 45,7% al primo turno, poi perde il ballottaggio contro il candidato del centrodestra.